# Всеобщие выборы в Гватемале (1982)
Всеобщие выборы в Гватемале прошли 7 марта 1982 года. На президентских выборах победу одержал Анхел Арибаль Гевара, который был лично отобран президентом Ромео Лукасом Гарсия в качестве преемника. Он должен был войти в должность 1 июля 1982 года, однако выборы были признаны сфальсифицированными как левыми, так и правыми политическими силами. 23 марта произошёл военный переворот, который поставил во главе государства хунту, в коротую входили генерал Хосе Эфраин Риос Монтт, генерал Горацио Мальдонадо Шаад и полковник Франсиско Луис Гордильо Мартинес.
Явка на выборах составила 45,83 %.

## Результаты

### Президентские выборы
| Кандидат                           | Партия                              | Голоса    | %     |
| ---------------------------------- | ----------------------------------- | --------- | ----- |
| Анхель Анибаль Гевара Родригес     | Народный демократический фронт¹     | 379 051   | 38,86 |
| Марио Сандоваль Аларкон            | Движение национального освобождения | 275 487   | 28,24 |
| Алехандро Мальдонадо Агирре        | Национальный оппозиционный союз²    | 221 810   | 22,74 |
| Густаво Ансуето Вьельнам           | Истинный националистический центр   | 99 047    | 10,15 |
| Недействительных/пустых бюллетеней | Недействительных/пустых бюллетеней  | 103 997   | -     |
| Всего                              | Всего                               | 1 079 392 | 100   |
| Источник: Nohlen                   |                                     |           |       |

¹ В Народный демократический фронт входили Институционно-демократическая партия, Революционная партия и Фронт национального единства.
² В Национальный оппозиционный союз входили Гватемальская христианская демократия и Партия национального обновления.

### Парламентские выборы
| Партия/Коалиция                     | Голоса | % | Мест | +/-   |
| ----------------------------------- | ------ | - | ---- | ----- |
| Народный демократический фронт      |        |   | 33   | +2    |
| Движение национального освобождения |        |   | 21   | +1    |
| Национальный оппозиционный союз³    |        |   | 9    | +2    |
| Истинный националистический центр   |        |   | 3    | новая |
| Недействительных/пустых бюллетеней  |        | - | -    | -     |
| Всего                               |        |   | 66   | +5    |
| Источник: Nohlen                    |        |   |      |       |

³ Из 9 мест, полученных Национальным оппозиционным союзом 7 мест заняла Гватемальская христианская демократия и 2 места — Партия национального обновления.